# Уотърфорд (град, Калифорния)
Уотърфорд (на английски: Waterford) е град в окръг Станислос, щата Калифорния, САЩ. Уотърфорд е с население от 8947 жители (по приблизителна оценка от 2017 г.) и обща площ от 4,2 km². Намира се на 52 m надморска височина. ЗИП кодовете му са 95386, а телефонният му код е 209.